# Parathelges aniculi
Parathelges aniculi är en kräftdjursart som först beskrevs av Thomas Whitelegge 1897.  Parathelges aniculi ingår i släktet Parathelges och familjen Bopyridae. Inga underarter finns listade i Catalogue of Life.